# منتخب بولندا تحت 23 سنة لكرة القدم
منتخب بولندا تحت 23 سنة لكرة القدم، هو ممثل بولندا الرسمي في المنافسات الدولية في كرة القدم
.